# План Меггі
«План Меггі» (англ. Maggie's Plan) — американський романтично-комедійний фільм, знятий Ребеккою Міллер. Світова прем'єра стрічки відбулась 12 вересня 2015 року на міжнародному кінофестивалі в Торонто. Фільм розповідає про дівчину, яка хоче завагітніти, але не може ні з ким завести відносини.

## Сюжет
Меггі Хардін — молода, освічена, самоорганізована викладачка університету, не сприймає тривалих стосунків з чоловіками і тому планує народити собі дитину шляхом штучного осіменіння спермою її колишнього знайомого по коледжу Гая Чайлдерса. Але коли настає день осіменіння, несподівано для неї її план летить шкереберть через Джона Хардінга, колеги по університету, письменника, знайомство з яким відбулося випадково і переросло в подружнє життя. Але через три роки Меггі починає розуміти, що щось в її житті йде не за планом...

## У ролях
- Ґрета Ґервіґ — Меггі Хардін
- Ітан Гоук — Джон Хардінг
- Джуліанн Мур — Жоржетт
- Білл Гейдер — Тоні
- Мая Рудольф — Феліція
- Тревіс Фіммел — Гай Чайлдерс
- Воллес Шон — Кліглер
- Міна Сандвол — Жюстін Хардін

## Оцінки і критика
Фільм отримав загалом схвальні відгуки: Rotten Tomatoes дав оцінку 87 % на основі 180 відгуків від критиків (середня оцінка 7,12/10). Критики відзначали переконливу гру акторів, що утворювали «любовний трикутник»: Ґервіґ, Мур і Гоука.
Оцінка стрічки від глядачів на сайті Rotten Tomatoes — 52% із середньою оцінкою 3,21/5 (8101 голосів).